# Simfonija br. 1 u D-duru (Prokofjev)
Simfonija br. 1 u D-duru op. 25 "Klasična" skladba je Sergeja Prokofjeva iz 1917. godine. Smatra se jednim od prvih djela neoklasicizma. Najkraća je i najpoznatija Prokofjevljeva simfonija.

## Povijest
Sergej Sergejevič Prokofjev, ruski pijanist, dirigent i skladatelj, pionir je neoklasicizma i jedan od značajnijih skladatelja 20. stoljeća. Na Konzervatoriju u Sankt Peterburgu, gdje je s 13 godina primljen kao najmlađi student do tada, diplomirao je kompoziciju 1909. te naknadno do 1914. godine klavir i dirigiranje. Nakon izbijanja Oktobarske revolucije emigrira u SAD, a 1922. seli u Pariz gdje je ostao do 1936. godine, odakle prelazi u Moskvu. Koncertirao je po SAD-u i Evropi, a boravak u Parizu je njegovo najplodnije stvaralačko razdoblje. Njegov opus (opp. 1-138) obuhvaća 15-ak žanrova: 14 opera, 9 baleta, scensku i filmsku glazbu, 7 simfonija (i još dvije iz dječačkih dana), 11 koncerata, kao i mnogobrojna instrumentalna i vokalna djela.
Prokofjev je simfoniju skladao 1917. godine na ljetovanju u blizini Sankt Peterburga. Prokofjev je bio dirigent na premijeri 21. travnja 1918. godine u Sankt Peterburgu, koja je prošla nezapaženo.
Ovo je najkraća i najpoznatija Prokofjevljeva simfonija. Smatra se jednim od prvih djela neoklasicizma, jer sadrži moderne elemente uz klasičan stil. Sâm Prokofjev nazvao je simfoniju "klasična" (Symphonie Classique) jer, po njegovim riječima, takav stil koristio bi Haydn da je još živ. Usto je u svom dnevniku zapisao i da je njegova simfonija točno Mozartov klasicizam i da će publika biti zadovoljna dok sluša sretnu i nekompliciranu glazbu.

## O glazbi
Orkestracija: 2 flaute, 2 oboe, 2 klarineta, 2 fagota, 2 horne, 2 trube, timpani, gudači
Tonalitet: D-dur
Iako simfonija sadrži uobičajena četiri stavka, svaki od njih je kratak i sažet.
1. Allegro
2. Intermezzo. Larghetto
3. Gavotte. Non troppo allegro
4. Finale. Molto vivace

### 1.Allegro
Prvi stavak napisan je u sonatnoj formi, s dvjema temama, razradom i reprizom, po svim pravilima klasične simfonije.

### 2.Larghetto
U uobičajenom sporom stavku violine uvode melodiju koja se izmjenjuje s kontrastnim epizodama. Melodija se dvaput ponavlja, s izmijenjenim harmonijama i pratnjom. Stavak završava kao što je i počeo.

### 3.Non troppo allegro
U trećem stavku, uobičajeni menuet Prokofjev zamjenjuje gavotom, živahnim francuskim južnjačkim plesom.

### 4.Molto vivace
Briljantan četvrti stavak predstavlja veliki izazov za izvođače. Virtuozni pasaži flaute i oboe vode simfoniju u veličanstveno finale.
Uobičajeno trajanje simfonije je do 15 minuta.